# Françoise de Foix

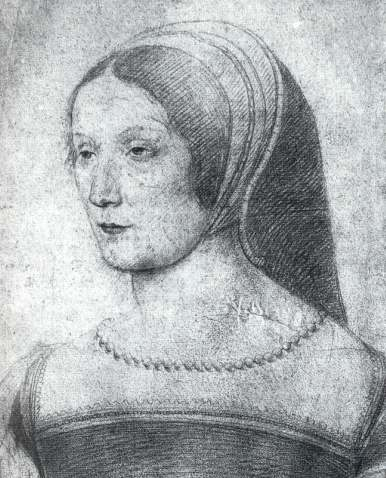
Françoise de Foix

Françoise de Foix, hrabina de Châteaubriant (ur. ok. 1495, zm. 16 października 1537) – kochanka króla Francji Franciszka I.

## Pochodzenie
Françoise była córką Jeana de Foix, wicehrabiego de Lautrec i Jeanne d'Aydie. Jej ojciec był synem Piotra de Foix, wicehrabiego de Lautrec; Piotr był młodszym bratem Gastona IV Foix, który ożenił się z Eleonorą I, królową Nawarry. Françoise był więc kuzynką księżnej Bretanii i królowej Francji, Anny, której matka była córką Gastona i Eleonory. Françoise wychowywała się na dworze Anny, gdzie spotkała Jana de Laval, hrabiego Châteaubriant, z którym zaręczyła się w 1505 roku. W dniu 11 marca 1508 roku urodziła córkę, Annę, która umrze w dniu 12 kwietnia 1521. Narzeczeni wzięli ślub w 1509 i mieszkali razem w Châteaubriant aż Franciszek I wezwał oboje na dwór w 1516 roku. Françoise była wysoka, ciemnowłosa i niezwykle dobrze wychowana, płynnie mówiła po łacinie i po włosku, oraz pisała cenione wiersze.

## Królewska metresa
Po przybyciu na dwór królewski talenty i uroda Françoise zwróciły na nią uwagę króla, który natychmiast próbował ją uwieść. Zaczął obdarzać stanowiskami i darami członków jej rodziny. Jej mąż został dowódcą kompanii. Jej starszy brat, wicehrabia Lautrec otrzymał tytuł namiestnika Księstwa Mediolanu. Jej dwaj bracia - Tomasz, pan Lescun i Andrzej, pan Lesparre byli również promowani na wysokie wojskowe stanowiska przez króla. Françoise po długim opieraniu się awansom króla ostatecznie została jego kochanką króla około roku 1518. 

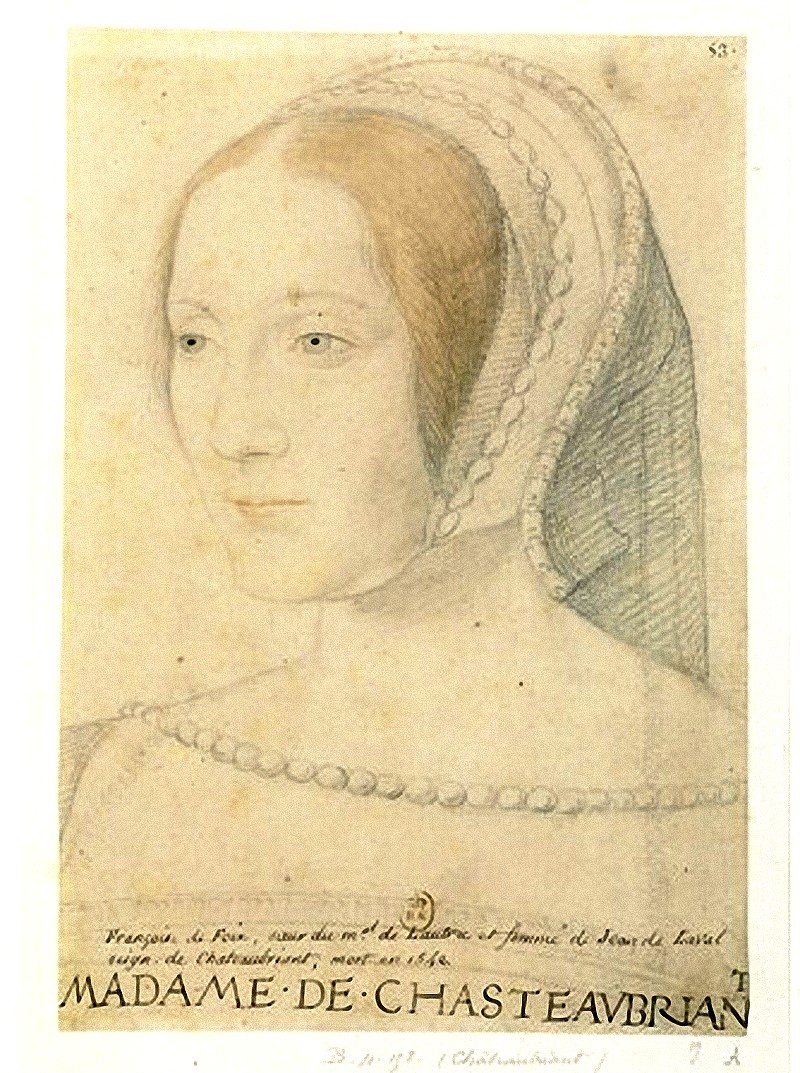
Françoise de Foix

W dniu 25 kwietnia 1519 w Amboise został ochrzczony delfin Franciszek. Jan de Châteaubriant i jego żona uczestniczyli w ceremonii, a Françoise została umieszczona w pobliżu królewskich córek, co oznaczało, że była już oficjalną „La mye du roi” („ukochaną króla”). Françoise była pierwszą oficjalną królewską w historii Francji i jako pierwsza jego kochanka otrzymała wysokie stanowisko dworskie i popierała swoją rodzinę. Uczucie jakim król darzył Françoise nie podobało się jego matce, Ludwice Sabaudzkiej, która darzyła nienawiścią całą rodzinę de Foix.
Natomiast mąż Françoise, Jan, choć niewątpliwie był świadomy romansu pomiędzy jego żoną a królem, to nie wykazywał zbytniego zainteresowania tą sprawą: kiedy w grudniu 1519 Franciszek wysłał go do Bretanii w celu ustalenia wysokości podatku, hrabia podziękował Franciszkowi za to, że nie wspominał o romansie z jego żoną. W tym czasie Françoise pozostała na dworze, gdzie zaczęła pełnić funkcję damy honorowej królowej Klaudii, żony Franciszka
Françoise była oficjalną kochankę Franciszka przez dekadę. Nie miała żadnego wpływu na politykę, prosiła tylko króla by nie odwrócił się od jej brata po jego klęsce w bitwie pod Bicoccą. Jednak w 1525 roku, kiedy król został pojmany w bitwie pod Pawią i więziony w Madrycie. Po powrocie do Francji król zakochał się w młodej i jasnowłosej Anne de Pisseleu d’Heilly. Obie kobiety walczyły o względy króla na dwa lata, po ich upływie Françoise zrezygnowała i wróciła do Chateaubrirant w 1528.

## Późniejsze życie i śmierć
Po powrocie do Châteaubriant, Françoise nadal mieszkała z mężem, Janem, który został mianowany gubernatorem Bretanii i otrzymał różne inne zaszczytne funkcje. Françoise wciąż jeszcze pisała listy do króla, który odwiedzał Châteaubriant wiele razy i za każdym razem spotykał Françoise, którą traktował z wielkim szacunkiem i która do śmierci zachowała do niego głębokie uczucie. Jego ostatnia wizyta miała miejsce w 1532, kiedy mieszkał w Nowym Zamku.
Françoise de Foix zmarła 16 października w 1537. Jej śmierć jest tematem wielu plotek: jedna z legend, opisanych przez francuskiego historyka Varillasa, który opisał rzekomo ostatnie chwile królewskiej faworyty - znany z brutalności Jan de Laval miał zamknąć swoją żonę na długie lata w ciemnicy i wpaść do jej więzienia po kilku latach i przeciąć jej żyły, wskutek czego umarła z wykrwawienia. W istocie, uważa się, że bardziej prawdopodobne jest wersja, że Françoise zmarła z powodu choroby.
Została pochowana w katedrze w Châteaubriant, gdzie mąż kazał wznieść jej wspaniały grobowiec z epitafium napisanym przez Clémenta Marot, na którym stoi jej wspaniały posąg w pozycji orantki. Jan de Laval zmarł 11 lutego 1543 w wieku 56 lat, przekazując trzecią część swoich posiadłości Annie de Montmorency, w tym Châteaubriant. Jego następcą został jego następca w funkcji gubernatora Bretanii, Jana IV de Brosse, mąż następczyni Françoise w sercu króla, Anne de Pisseleu d’Heilly.